# Silvabestius
Silvabestius es un género extinto de marsupiales que vivieron en el Mioceno inferior de la actual Australia. Eran animales herbívoros del tamaño de una oveja actual. Se conoce por dos cráneos, de un adulto y una cría, encontrados muy juntos, por lo que se denominaron los fósiles "Madonna y niño".
Se estima que por el tamaño de su cráneo, unos 25 cm de largo, Silvabestius mediría alrededor de un metro de largo. Silvabestius era un herbívoro que consumía materia vegetal blanda como hojas y tallos tiernos. Silvabestius vivía en ambientes tropicales de selva húmeda. Silvabestius tiene parientes próximos vivos como los koalas y los wombats que se encuentran actualmente en Australia. Silvabestius pertenece a la extinta familia Diprotodontidae y por ello está también cercanamente emparentado con el marsupial gigante Diprotodon. 
Se conservan dos fósiles en buen estado de Silvabestius johnnilandi: dos cráneos que se cree pertenecen a una madre y un hijo, encontrados en Riversleigh, Queensland, Australia. Los dos cráneos se encontraron muy cerca, por lo que se cree que la cría estaba dentro del marsupio de su madre cuando murieron.